# ینووک آرمن
ینووک آرمن (ارمنی: Ենովք Արմեն؛ انگلیسی: Enovk Armen زادهٔ ۱۰ نوامبر ۱۸۸۳ - درگذشته ۶ مهٔ ۱۹۶۸)، نثرنویس، روزنامه‌نگار اهل ارمنی-فرانسوی بود.

## زندگی‌نامه
وی با نام اصلی ینووک آرمنیان (ارمنی: Ենովք Արմենյան) در ۱۰ نوامبر ۱۸۸۳ در روستای افکره نزدیکی قیصریه به دنیا آمد و در «مدرسه ارمنی کندروناکان» و «کالج رابرت کنستانتینوپل» تحصیل نمود. در تعدادی از گاهنامه‌ها ویراستاری نمود و برای مدت کوتاهی نیز در کنستانتینوپل تدریس نمود از سال ۱۹۳۱ تا زمان فوتش در مارسی زندگی نمود. وی در ۶ مهٔ ۱۹۶۸ در سن ۸۴ سالگی در مارسی درگذشت.